# スーパーボンバーマン ぱにっくボンバーW
『スーパーボンバーマン ぱにっくボンバーW』（スーパーボンバーマン ぱにっくボンバーワールド）は、1995年3月1日に日本のハドソンから発売されたスーパーファミコン用落ち物パズルゲーム。
『ボンバーマンシリーズ』第12作目、そしてスーパーファミコン用ソフト第3作目。アーケードゲーム『ボンバーマン ぱにっくボンバー』（1994年）をスーパーファミコン向けにアレンジ移植した作品。「ストーリーモード」では世界中の国を飛び回るシナリオが組まれ、ボス戦が用意されているといった特徴がある。また、「みんなでボバる!」では最大4人での対戦が可能。
開発はライジングが行い、プロデューサーはPCエンジンSUPER CD-ROM²用ソフト『ネオネクタリス』（1994年）を手掛けた松永智史およびPCエンジンSUPER CD-ROM²用ソフト『ダンジョンエクスプローラーII』（1993年）を手掛けた堀尾孝文、ディレクションはPCエンジン用ソフト『熱血高校ドッジボール部 PCサッカー編』（1992年）を手掛けた豊嶋真人、音楽は竹間淳および小谷野謙一、崎元仁、キャラクター原画はボンバーマンシリーズ開発総責任者の藤原茂樹と『ボンバーマン'94』『ボンバーマンGB』を手掛けた水野祥司が担当している。
本作では処理速度を向上させる『SA1』（スーパーアクセラレータ1）がROMに組み込まれており、多人数対戦時の画面のちらつきを軽減する等、ゲームをスムーズに進められる工夫がなされている。

## ゲーム内容

### システム
1. フィールドは縦10マス×横8マス。
2. 上から降ってくるボンバーマンを回転させたり左右に動かす。
3. ボンバーマンは3個1組で、L字型になって降ってくる。
4. 縦、横、斜めのいずれかに同色のボンバーマンを3つ以上揃えると消える。
5. ボンバーマンを消した数や連鎖数に応じて下から火が付いていない爆弾が出現する。
  1. 出現箇所は左から順である。一番右に出現した次はまた一番左に出現する。
  2. 火が付いていない爆弾は時々落下する火が付いている爆弾の爆風で引火させると爆発する。
  3. 爆発させた爆弾の数に応じて相手にコゲボンを送ることができる。
6. 大連鎖を行った場合はボーナスとして次の特典がある。
  1. 5連鎖以上の場合、出現した爆弾全てが即座に爆発するために相手に即攻撃ができる。
  2. 6連鎖以上の場合、連鎖数に応じたエフェクトと共に爆弾が出現する（11連鎖まで対応）。自分と相手の両方が6連鎖以上を行った場合、先に連鎖を終えたほうのエフェクトが終わるまでは後から連鎖した方の時間が停止する。
  3. 7連鎖以上の場合、自分のフィールドが空になり、その後に爆弾が出現する。
  4. 9連鎖以上の場合、出現する爆弾数は連鎖状況に関係なく無条件に大量となる。
7. ボンバーマンを消した数に応じて火力が上がる。火力が上がると、爆弾が爆発した時に遠くまで炎が届く。
8. ユニットが一定量降るたびにレベルが上がる。レベルが上がると、ユニットの落下速度が上がるため制御しにくくなる。
9. 落下してくるユニットのパターンは、ボンバーマン3組⇒火なし爆弾⇒ボンバーマン3組⇒火付き爆弾⇒ボンバーマン3組…である。
  1. フィールドの状況や、後述のデカ爆・アイテムが絡んだ場合はこの限りではない。
10. フィールドの外側の枠は、中央2列の積みあがった高さに応じて色が変わる。4段以下しか積みあがっていないなら緑、5段以上積みあがっていれば黄、8段以上積みあがっていれば赤となる。赤の場合、本来火なし爆弾が降る場合でも火付き爆弾が降るようになり、逆転をしやすくしている。
11. ボンバーマンを消した数に応じてデカ爆メーターが上昇する。連鎖を行うと大きく上昇する。これが満タンになると、次に落ちてくるユニットが強制的にデカ爆になる。
  1. デカ爆は設置すると爆発し、デカ爆設置地点を中心に8×8マスの範囲全てを吹き飛ばす。ただし普通の爆弾に引火はしない。
  2. 吹き飛ばしたボンバーマンの数に応じて相手にコゲボンを送ることができる。
  3. デカ爆1個につきデカ爆メーター1本分を消費する。ただし大連鎖を行なった場合はメーター1本分を超える蓄積もありうるため、連鎖数によっては連続で2個以上のデカ爆が落ちてくる場合もある。
12. コゲボンを除去するためには、7連鎖以上の大連鎖ボーナスか、爆弾かデカ爆の爆風を使わなくてはならない。
  1. ドクロモードだとコゲボンではなくブロックが出現する。これに爆風を当てるとアイテムが出現する。
13. さらにドクロモードでは、石も登場する。
  1. 石は爆弾の爆風を阻止するが、7連鎖以上の大連鎖ボーナスか、デカ爆の爆風で除去できる。
  2. デカ爆で除去した場合、同じ数の石を相手に送る事ができる。
14. 中央2列のどちらかが一番上まで詰まると負け。

### ドクロモードの効果一覧
爆弾を爆発させる事によって相手に送る事ができるコゲボンは、このモードでは代わりにブロックになっている。消し方など基本的な点はコゲボンと同じであるが、1個でも破壊するとアイテムが出現する（何個まとめて破壊しても一度に出現するアイテムは1個のみ）。以下に示すのはその「ドクロアイテム」の効果。有利なものから不利なものまで色々な効果があるが、自分と相手のどちらに発生するのかアイテムを出してみないとわからない。
- 左右の操作が一時的に反対になる
- 火力が一時的に1になる
- 一時的に落下速度が極端に速くなる
- 赤ボンが白ボンに変化する
- ボンバーマンが全て消滅する
- 爆弾が全て消滅する
- 爆弾が全て石に変化する
- 爆弾が突如爆発する
- 爆弾が1段積まれる
- ブロックが全て爆弾に変化する
- ブロックが1段積まれる
- 石が4個積まれる（出現法則は火なし爆弾同様、左から順である）
- 時間が一時的に止まるため何も出来なくなる
- 次に降って来るユニットが強制的にデカ爆となる（デカ爆メーターは一切消費しない）
- 次に降って来るユニットが強制的に石になる（ボンバーマン同様、3つ1組のL字型）
- 一時的に視界不良となる（3〜4人対戦だと見えなくなる範囲が大きい）
- 何も起こらない（自分自身にドクロの効果が現れている最中などは基本的にこうなる）

### みんなでボバる！
2-4人で対戦をする事が出来るモード。通常モードかドクロモードのどちらにするかの設定が可能。勝つごとに黄金像が配られ、決められた回数だけ黄金像を集めれば優勝となる。ハンデの設定も可能で、レベル1-5の範囲で数字が低いほど難易度も低い。
1. 2人対戦の場合は先に2個の黄金像を集める事で「1勝」となり、負けたほうはその場でやめることもできるがコンティニューも可能。そのたびに集めた黄金像の数はリセットされるが、勝利数は累計される。コンティニューを続けた場合でも、先に10勝した時点で勝敗が完全に決定する。ハンデに関しては、3-4人対戦でコントローラーの担当をCOMにしていると、同じレベルでも難易度が上がる。
2. 3-4人対戦の場合は黄金像を何個集めれば優勝するかを設定する事が出来る。コンティニューは無い。また人数が足りない場合にコンピューターに操作させる事も可能。コンピューター操作のハンデは数字が低いほど弱くなる。大連鎖ボーナスは5連鎖のバージョンしかない。相手にコゲボン（ブロック）を送り込む数は相手の人数で割った分だけ低くなるため、脱落者が出るごとに攻撃の効果が上がっていく。

### パスワード
本作では各ステージのボスを倒した際に手に入るパスワードを入力する事で、その続きから始める事が出来るようになっている。パスワードはステージ別・難易度別にそれぞれ存在している。
また、このゲームはパスワードによる裏技が多いのも特徴で、ボンバーマンのデザインの変化やステージセレクトのほか、連鎖の威力をアップさせるといった対戦を有利にするもの等が存在する（一部のパスワードはLボタン・Rボタンを押しながら入力決定しないと作動しないものもある）。
さらにこれらのパスワードは組み合わせて使うことができる。よって、「一番難易度が低いイージストモードで、連鎖の威力をアップさせ、本来難易度がノーマル以上でないと戦えないスペースボンバーと対戦する」等といったことも可能となる。

## ストーリーモード

### プロローグ
凶悪ボンバー5人衆との戦い（スパボン2）が終わり、南の島で平和な時を過ごしていたボンバーマン。しかし、平穏なバカンスは突如舞い込んできた衝撃的なニュースによって破られる事になる。内容は世界5ヵ国のボンバーマンこと「ワールドボンバーズ」が大暴れしているというもの。さっそく調査に乗り出そうとするボンバーマンの眼前に、ワールドボンバーズの一人「ラスタボンバー」が早速立ちはだかる。何とか撃退するも、実は操られていただけだった事が判明する。事件の真相を確かめるため、ボンバーマンは世界中を駆け巡る事になった。

### ステージ構成
全部で6つのワールドがあり、1つのワールドにつき原則的に3つのステージが存在する。対戦を行い、勝利する事で先に進めるようになる。負けた場合でもコンティニューが何度でも可能。普段は普通のルールだが、ワールド最後の対戦であるボスステージや、乱入者との戦いではドクロモードが使われる（オプションでの設定次第で普通のルールに変更も出来る）。

### 登場キャラクター
ボンバーマン（白ボンバーマン）
本作の主人公。平和を守るために戦い続ける正義のヒーロー。かつての仲間であった「ワールドボンバーズ」たちが各地で暴れ回っている理由を調査するために世界中を旅する。
ラスタボンバー
ジャマイカ出身という設定で、菜食主義者。サングラスとマラカスをいつも身につけ、輝く太陽とレゲエをこよなく愛する。事件の調査に乗り出したボンバーマンを妨害し、戦いを挑む。
メタルボンバー
イギリス出身という設定で、ハードな音楽を好む。ジャンクフードと夜の地下鉄が好きで、ラスタボンバーとは仲が悪いため、操られていたラスタボンバーは正気に戻った後は真っ先に彼を疑った。蛇と虫が嫌い。
ボンガンマン
アメリカ出身という設定で、西部の空と大地を好む。旅は好きだが船と飛行機に弱い。早撃ち0.2秒の腕前を持つ。
アニマルボンバー
ケニア出身という設定で、感情表現が実直な性格。普段は温厚だが、自然に手を加えようとするものに容赦する事は無い。
カラオケボンバー
日本出身という設定で、演歌を好む古風な性格。いつまで経っても歌が上達しないという悩みを抱えている。好きな食べ物は納豆ご飯。持っているマイクは形見らしい。
バグラー
ワールドボンバーズを操った男。密かに格闘ゲームが得意らしい。
スペースボンバー
バグラーの背後にいたこの事件の真の黒幕。地球を手にするために一連の事件を仕組んだ。
プリティボンバー
凶悪ボンバー5人衆の生き残り。仲間の仇討ちのためボンバーマンに挑む。イギリス・アメリカのステージのうちいずれかにて、通常の相手との対戦の前に乱入してくる（難易度がノーマル以上）。
シャドウボンバー（シャドーボンバー）
忍者の姿をした、陰からボンバーマンを付け狙う謎のボンバーマン。その正体は黒ボンバーマンで、ボンバーマンともう一度戦うために変装していた。アメリカ・ケニア・日本のステージのうちいずれかにて、通常の相手との対戦の前に乱入してくる。

## キャンペーン
本作に付属している応募ハガキに『スーパーボンバーマン2』または『スーパーボンバーマン3』に付属している応募券を添付して郵送すると、爆発音で時刻を知らせてくれる、ぬいぐるみ型目覚まし時計「目覚ましボンバー」がもらえる、「ゼッタイもらえる!目覚ましボンバープレゼントキャンペーン」が展開されていた。

## スタッフ
- プロデューサー：松永智史、堀尾孝文
- プロダクション・ディレクター：たかはしあきこ、まつやまちはる
- テクニカル・サポート：植山幹郎、白水薫里
- アートワーク：藤原茂樹、水野祥司
- プログラム：落合雄一
- グラフィック：中島和之、横尾憲一、大西伸一
- サウンド：竹間淳、小谷野謙一、YMO H.S（崎元仁）
- プロダクション・アシスタンス：外山雄一、渡辺康成、かわせけんじ、たかはしちかげ
- 声：杉山佳寿子、TARAKO、石丸博也、龍田直樹、野田順子、大塚みずえ、萩森侚子
- ディレクション：豊嶋真人
- サブ・ディレクター：日比進
- スペシャル・サンクス：川田忠之、内田努、鶴岡典子、丸山浩平、坪田和男、富沢ひろみ、横山祥

## 評価
ゲーム誌『ファミコン通信』の「クロスレビュー」では5・6・5・6の合計22点（満40点）、『ファミリーコンピュータMagazine』の読者投票による「ゲーム通信簿」での評価は以下の通り、21.9点（満30点）となっている。
| 項目 | キャラクタ | 音楽 | お買得度 | 操作性 | 熱中度 | オリジナリティ | 総合 |
| 得点 | 4.0        | 3.8  | 3.5      | 3.7    | 3.6    | 3.4            | 21.9 |

## 関連書籍
- SUPERボンバーマン ぱにっくボンバーW 必勝攻略法
  - 1995年、双葉社発行、ISBN 4-575-28457-2。同社の4コマまんが王国を手掛けていたまつやま登、森まりもによる4コマ漫画が収録されている。